# Johan Celander
Johan Magnus Otte Celander, född 24 december 1958 i Oscars församling i Stockholm, är en svensk teaterchef och teaterman. 
Han är son till advokaten Sven Celander och regissören Eva Sköld samt sonson till professor Hilding Celander och dotterson till konstnären Otte Sköld.
Johan Celander var 1997–2018 chef för Östgötateatern. Han tilldelades 2007 Rolf Wirténs kulturpris.
Åren 1988–1992 var han gift med Eva Santesson (född 1961), men är numera sedan 1990-talet sambo med skådespelerskan Stina von Sydow och har med henne två döttrar, födda 1996 respektive 1999. 